# 才木海翔
才木 海翔（さいき かいと、2000年6月10日 - ）は、大阪府豊中市出身のプロ野球選手（投手）。右投右打。オリックス・バファローズ所属。

## 経歴
小学3年生の時に野球を始め、中学校時代は準硬式野球部でプレーした。
北海道栄高等学校では3年生時の全国高等学校野球選手権南北海道大会にベスト4となる。大阪経済大学に進学し、野球部では3年生の春から主戦投手を務めた。
2022年10月20日に行われたNPBドラフト会議では、オリックス・バファローズから育成ドラフト2位指名を受け、支度金350万円、年俸240万円で入団した。背番号は031。

### オリックス時代
2023年は、ウエスタン・リーグにて10試合に登板し、0勝0敗、防御率6.97を記録。シーズン終了後、台湾で行われたアジアウインターベースボールリーグにNPB REDのメンバーとして派遣され、10試合の登板で防御率0.00、15奪三振、奪三振率13.5という好成績を残し、5セーブで最多セーブを記録した。
2024年はオープン戦での登板を経験し、自己最速を更新する球速156km/hを計測する。シーズン開幕後はコンディション不良により一時実戦から離れるも、5月23日までにウエスタン・リーグで6試合に登板し、0勝1敗1セーブ、防御率6.35の成績で、翌24日に支配下登録された。背番号は95。26日に出場選手登録されると、同日の埼玉西武ライオンズ戦（ベルーナドーム）、オリックスはブルペンデーとなり、両チーム無得点の6回に4番手として一軍初登板を果たす。1イニングを三者凡退で締めた直後の7回にチームが1点先制したため、才木に初登板初勝利の権利が回ってきたが、その後チームは逆転負けを喫したため、記録は初登板初ホールドとなった。

## 選手としての特徴
直球の最速は2024年のオープン戦で計測した156km/hで、その後、2025年8月19日のエスコンフィールドでの日本ハム戦で154km/hを計測している。直球にフォークを主体とした投球スタイルの投手。

## 人物
大阪経済大学では山本和作監督の下で4年間プレー。才木は2023年からオリックスに入団したが、山本もオリックスの広報部に採用されており、奇しくも師弟で異例の同時入団となった。

## 詳細情報

### 年度別投手成績
| 年 度     | 球 団      | 登 板 | 先 発 | 完 投 | 完 封 | 無 四 球 | 勝 利 | 敗 戦 | セ 丨 ブ | ホ 丨 ル ド | 勝 率 | 打 者 | 投 球 回 | 被 安 打 | 被 本 塁 打 | 与 四 球 | 敬 遠 | 与 死 球 | 奪 三 振 | 暴 投 | ボ 丨 ク | 失 点 | 自 責 点 | 防 御 率 | W H I P |
| --------- | ---------- | ----- | ----- | ----- | ----- | -------- | ----- | ----- | -------- | ----------- | ----- | ----- | -------- | -------- | ----------- | -------- | ----- | -------- | -------- | ----- | -------- | ----- | -------- | -------- | ------- |
| 2024      | オリックス | 15    | 2     | 0     | 0     | 0        | 0     | 2     | 0        | 1           | .000  | 100   | 23.0     | 28       | 2           | 6        | 0     | 0        | 15       | 0     | 0        | 14    | 13       | 5.09     | 1.48    |
| 通算：1年 | 通算：1年  | 15    | 2     | 0     | 0     | 0        | 0     | 2     | 0        | 1           | .000  | 100   | 23.0     | 28       | 2           | 6        | 0     | 0        | 15       | 0     | 0        | 14    | 13       | 5.09     | 1.48    |

- 2024年度シーズン終了時

### 年度別守備成績
| 年 度 | 球 団      | 投手  | 投手  | 投手  | 投手  | 投手  | 投手     |
| 年 度 | 球 団      | 試 合 | 刺 殺 | 補 殺 | 失 策 | 併 殺 | 守 備 率 |
| ----- | ---------- | ----- | ----- | ----- | ----- | ----- | -------- |
| 2024  | オリックス | 15    | 1     | 2     | 0     | 0     | 1.000    |
| 通算  | 通算       | 15    | 1     | 2     | 0     | 0     | 1.000    |

- 2024年度シーズン終了時

### 記録
初記録
- 初登板・初ホールド：2024年5月26日、対埼玉西武ライオンズ9回戦（ベルーナドーム）、6回裏に4番手で救援登板、1回無失点[11]
- 初奪三振：同上、6回裏に滝澤夏央から見逃し三振[11]
- 初先発登板：2024年8月16日、対北海道日本ハムファイターズ18回戦（京セラドーム大阪）、5回1失点で勝敗つかず[12]
- 初勝利：2025年6月28日、対東北楽天ゴールデンイーグルス10回戦（京セラドーム大阪）、5回表に2番手で救援登板、1/3回無失点[13]
- 初セーブ：2025年8月11日、対千葉ロッテマリーンズ18回戦（ZOZOマリンスタジアム）、10回裏に6番手で救援登板・完了、1回無失点[14]

### 背番号
- 031（2023年[4] - 2024年5月23日）
- 95（2024年5月24日[7] - ）